# هشينغن
هشينغن (بالألمانية: Hechingen) هي مدينة وبلدة ألمانية تقع في ألمانيا في بادن-فورتمبيرغ. يقدر عدد سكانها بـ 19,369 نسمة .

## المدن التوأمة
مدن فيرالتوف، Joué-lès-Tours، كورون فينوستا، ليمباخ-أوبرفرونا، هدمزوفازارهلي وStetten وStetten وStetten، Dölsach وStetten هي مدن توأمة لـهشينغن.

## أعلام
- يوهانس وولف
- صموئيل أولمان
- باول ليفي
- والتر فريدريك أوتو
- أوتو فون غارنييه
- فيلهلم، ولي عهد ألمانيا
- أوتو باوم
- فريدريش كيسلر